# Вага
Вага́ — сила, з якою тіло у полі притягання Землі діє на опору або підвіс. Якщо тіло перебуває у стані спокою  відносно Землі, вага дорівнює сумі гравітаційної сили взаємодії тіла із Землею та відцентрової сили добового обертання Землі навколо своєї осі. Для рухомого відносно Землі тіла, що рухається з постійною швидкістю, до цих сил ще додається сила Коріоліса. В такому наближенні вага тіла фактично дорівнює силі тяжіння і зв'язана з його масою співвідношенням {\displaystyle F=mg}, де {\displaystyle g} — стала прискорення вільного падіння на Землі, а {\displaystyle m} — маса тіла. 
Як будь-яка сила, вага в системі SI вимірюється в ньютонах, в системі СГС — в динах. Однак в багатьох областях техніки ще збереглося використання кілограм-сили. Вага вимірюється також у позасистемних одиницях — фунтах, унціях, гранах. Оскільки ці історичні одиниці встановилися давно, їх застосовують однаковою мірою як до маси так і ваги. 
Вага тіла також залежить від його прискорення. За руху тіла з прискоренням відносно Землі вага змінюється. Під час вільного падання (руху з прискоренням рівним прискоренню вільного падання), вага тіла дорівнює 0, тобто тіло перебуває в стані невагомості. Під час рівномірного руху по опуклій чи вгнутій траєкторії вага зменшується (чи збільшується) на величину відповідної доцентрової сили. Наприклад, у ліфті, що рухається вгору з пришвидшенням, вага тіла збільшується на величину добутку маси тіла на прискорення ліфта, а у ліфті, який спускається з пришвидшенням, вага тіла відповідно буде зменшуватися. Вага транспортного засобу, який рухається  на повороті дороги або по рейках, прокладених по дузі, спрямована під кутом до вертикалі, оскільки змінюється на величину відповідної відцентрової сили. 
Як зазначалося, вага залежить від значення прискорення вільного падіння. Зміна прискорення вільного падання в межах Землі невелика, але на інших небесних тілах вага тіла з однаковою масою може сильно змінитися. Наприклад, на Місяці вага тіл зменшується приблизно в шість разів по відношенню до його ваги на Землі.
Вага тіла, зануреного в рідину, зменшується на вагу витісненої рідини (закон Архімеда).

## Вимірювання
Для вимірювання ваги використовуються ваги, які безпосередньо вимірюють вагу, наприклад, торсійні або крутильні ваги. Якщо потрібно визначити масу тіла, то її треба перерахувати із значення ваги. Разом з тим існують ваги для вимірювання маси, а не ваги тіла. Прикладом таких ваг можуть бути механічні лабораторні рівноплечі чи нерівноплечі ваги з накладними гирями. На цих вагах невідома маса тіла порівнюється з відомою масою накладних гир. Тоді виміряну масу тіла можна перерахувати у вагу.  